# 캔따개

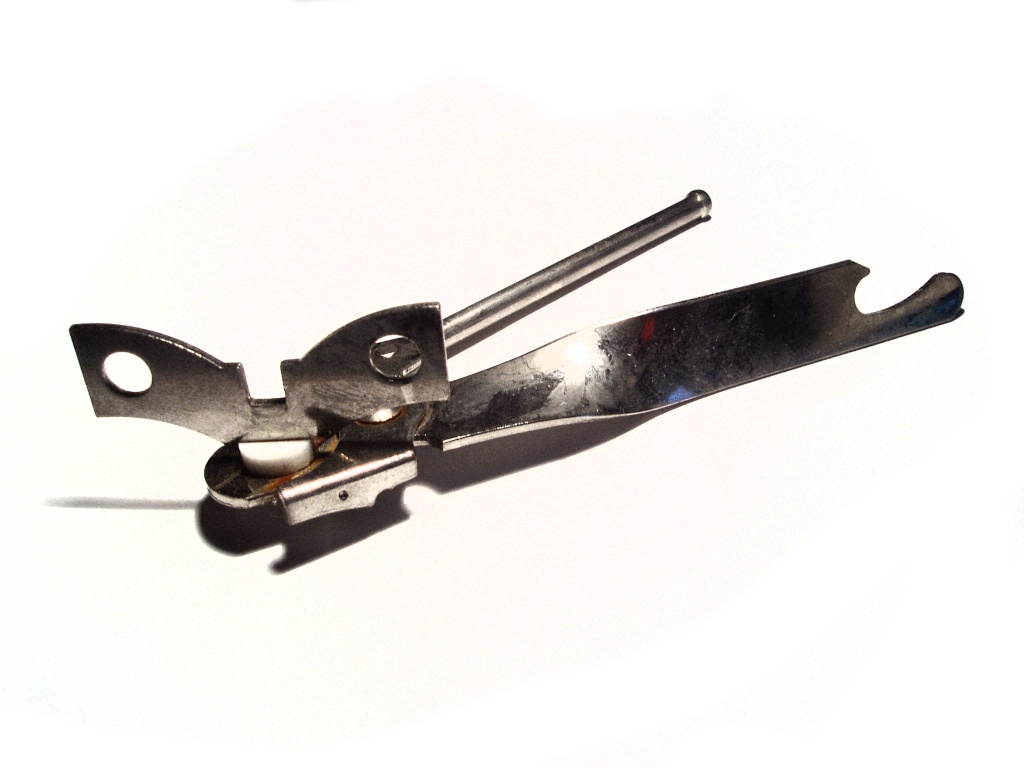
캔따개의 모습(나비모양)

캔따개 또는 깡통 따개는 통조림이나 음료수 캔을 개봉할 때 사용하는 도구이다. 네덜란드에서는 깡통을 사용한 식품 보존이 적어도 1772년부터 시행되었지만 최초의 깡통 따개는 영국에서 1855년, 미국에서 1858년이 되어서야 특허를 받았다. 이러한 초기 오프너는 기본적으로 칼의 변형이었지만 1855년 디자인은 계속 생산된다.
캔 뚜껑을 자르기 위해 캔 테두리를 돌며 열리는 날카로운 회전 절단 휠로 구성된 캔따개는 1870년에 발명되었지만 일반 소비자가 사용하기에는 매우 어려운 것으로 간주되었다. 1925년에 캔 테두리에 절단 휠을 고정하기 위해 두 번째 톱니 모양 휠이 추가되면서 보다 성공적인 디자인이 나왔다. 이 사용하기 쉬운 디자인은 가장 인기 있는 캔따개 모델 중 하나가 되었다.
제2차 세계대전 무렵에는 미국의 P-38, P-51 등 군용 캔따개가 여러 개 개발되었다. 이 제품은 피벗이 있는 주름진 핸들에 힌지로 연결된 풀 커팅 블레이드를 갖춘 견고하고 컴팩트한 디자인이 특징이다. 전기 캔따개는 1950년대 후반에 도입되어 성공을 거두었다. 새로운 캔따개 유형의 개발은 최근 측면 절단 모델의 재설계를 통해 계속된다.